# キスマイどきどきーん
『キスマイどきどきーん！』（略称：キスどき）は、dTVで2019年2月8日から2021年4月30日まで配信されたバラエティ番組。毎週金曜日12時に配信されていた。Kis-My-Ft2の冠番組。

## 概要
Kis-My-Ft2と子供たちによる、キスマイに一番近いバラエティ番組。通常の放送時間は、約30分。
2019年1月16日に、メインビジュアルが公開された。それと同時に番組公式サイトと公式Twitterを公開した。1月28日に、特報映像3タイプを公開し、イラスト看板を本日1月28日から展開する。2月3日に、予告映像を公開した。2月7日から、キスマイどきどきーん！のCMをテレビで放送した。
2019年11月6日に、「Edge of Days」のリリースを記念して、特別編として無料配信をした。
2019年度dTVオリジナル番組視聴ランキング第1位を獲得した。それを記念して地上波放送が決定しし、「キスマイどきどきーん！出張編」として、3月23日（月）よりテレビ東京ほか全8局でオンエアされた。
2020年3月19日に、新CMが放送開始となった。
2020年5月31日（日）19時から、「キスマイどきどきーん！生特番」が無料生配信された。また、この頃から新型コロナウイルスの拡大防止に伴う外出自粛の状況を受け、過去の映像を使いまわしたり、子供が出演せず、一部のメンバーだけで行う企画が増えた。
2021年5月8日に、dTVで2本立て生配信特別番組が行われ、その第1部で当日をもっての当番組のレギュラー配信終了が発表された。
2022年2月6日をもって、当番組の1話から95話、「BE LOVE」、「快感インストール」、「【無料】キスマイどきどきーん！特別編」、「キスマイどきどきーん！生特番」が配信終了となった。

## 出演者
レギュラー
Kis-My-Ft2（北山宏光、千賀健永、宮田俊哉、横尾渉、藤ヶ谷太輔、二階堂高嗣）

## コーナー・企画
クイズこどもねあ
『クイズ$ミリオネア』のパロディ。子どもがクイズに挑戦し、8問連続正解すれば10万円を獲得。北山がきたもんた（みのもんたのモノマネ）として司会、二階堂か宮田が子供のサポーターになる。お助けアイテムがあり、2つあり、1つ目は誰か好きな人に意見を聞くことができる。2つ目はきたもんたが回答を2択に絞ってくれる。ただし、最終問題では使用できない。セットは駄菓子屋で、女将みっちゃんもいる。
| 問題  | 賞金   |
| ----- | ------ |
| 1問目 | 10円   |
| 2問目 | 50円   |
| 3問目 | 100円  |
| 4問目 | 500円  |
| 5問目 | 1000円 |
| 6問目 | 5000円 |
| 7問目 | 1万円  |
| 8問目 | 10万円 |

Job-My-Ft2
キスマイと子どもたちが普段はなかなか目にすることができない貴重なお仕事を子どもたちが体験する。
ピュア裁判
子どもがピュアな心で真実を追及する。子どもの意見は絶対。裁判長は横尾、検察官は玉森、弁護士は二階堂。千賀やキンタロー。が裁判されたこともある。
First Dates
キスマイが子供たちの人生で初めてのデ－トをプロデュース。プロデュースをするメンバーは玉森と千賀。2人はモニタニングをしながらデ－トを見守る。
キスマイ戦隊メモレンジャー
悪の帝王に人質にされ子どもや大人を、キスマイと子供が助けるため、様々なゲームをする。ゲームをクリアしたら絆バズーカを発動し、悪の帝王を倒して人質を解放する。3回チャレンジができて、全て失敗したら人質は解放できない。失敗した人には罰ゲームがある（子どもが失敗した場合はキスマイの1人が罰ゲーム）。
ゲームは4つあり、つ目は、だんだん長くなる変身ポーズを覚える記憶ゲーム。2つ目は、絵しりとり。3つ目は、決め台詞を覚えてどんどん増やす記憶ゲーム。4つ目は、連想ゲーム。
悪の帝王役は、全員が持ち回りで演じる（ニカイドン、横尾ストロングマシ―ン、玉デビル、デ－モン藤ヶ谷、センガガー、サタン宮田、キタヤン魔）。「キスマイ戦隊メモレンジャー・絵しりとりアワード」と題し、絵しりとりで出た作品の中から、メンバーの個性が爆発した栄えある受賞作の中から大賞に選ばれる企画が行われた。
探せ！何かの天才児!!
幼稚園で隠れた天才児を発掘する。天才児と思ったら、「天才」と書かれたシ－ルをはる。
美男子ポーズまで3秒前
休憩中のキスマイの元に監督とアシスタントが訪れるので、メンバーは美男子ポーズを取る。監督が気になったら美男子。気にならなかったらブ男。監督のお気に入りは北山と藤ヶ谷。「10万円でできるかな」の楽屋に突撃したこともある。
開園きすまい幼稚園
キスマイが幼稚園の先生になって、子ども人気No.1をかけて対決。最終ジャッジは、園児たちが一番好きな先生の後ろに並ぶ。その数が最も多い人がNo.1先生になる。1位は写真の真ん中に、2位は写真の端に陣取り、最下位は写真を取る（つまり写らない）。
キスマイBET
北山はディーラー、他の6人はチャレンジャ－となり、ゲームに挑戦。お客様（子ども）は手元のチップを成功すると思う人にBET。最終的にチップの一番多いお客様には希望の賞品をプレゼント。
第78話では、キスマイBETで一番成功率の低い玉森の大失態を1番成功率の高いBET優等生・横尾とディーラー・北山がメッタ斬りする特別企画『キスマイBET反省会』が配信された。しかし、当該回で玉森の名誉挽回のため行われた「スライドチキンレース」で玉森がまさかの勝利。横尾は2回挑戦しても負ける、罰ゲームを前にゴネるなど面目を潰された。
22世紀の新・罰ゲーム審議会
子どもが考えた新・罰ゲームにキスマイの1人が挑戦し、メンバーが採用か不採用かをジャッジ。不採用の場合、再検討SPと題し、再びメンバ－が挑戦する。
子どもサミット
子どもが思う現代社会の疑問を徹底討論する企画。
ジジイはわしじゃよ！
孫のおじいちゃんやおばあちゃんへの愛がホンモノなのかを確かめるコーナー。千賀がなりすました偽物おじいちゃんやおばあちゃんなどがいる中から子どもが本物のおじいちゃんやおばあちゃんを探し出す。
レストラン キスマイル
お客様を必ず笑顔にするため、シェフに扮したキスマイが大喜利に挑戦。裏メニューがあり、シェフの気まぐれギャグ、店長のオススメモノボケがある。シェフの料理（大喜利）で笑顔になったお客様から退店できるというルールで、全員が帰れば営業終了（クリア）となる。1人でも笑顔になれず閉店時間が来てしまったら、「またのご来店をお待ちしております」と言う。時々、メンバ－が下ネタを連発するときがある。
2020年7月3日時点スマイル総獲得数1位の玉森が、これまで提供された全118品の中からベスト10を決める特別編が第73話で行われた。97話からは、スマイル獲得数が多い千賀と玉森がキャプテンとなり、3対3のチーム戦となった。
キスマイ道場破り
キスマイが子どもたちの壁として立ちはだかるべく、色々なところに乗り込んで天才キッズとガチンコバトルをする。
だが、実際はキスマイが“キスマイルール”という理不尽な独自のルールを勝手に発動、しかもそれを比較的不慣れな年少の子供に対して使うなどメンバー、特に横尾の横暴な面が顕著に見られ、批判が絶えないコーナーであった。そこで、第75話では、『緊急検証！これでいいのかKis-My-Ft2 !?』と題し、特に批判が集中したシーンをメンバーと振り返る企画が放送された。
いきなりクイズ
休憩中のキスマイにいきなりクイズを出題。司会に指名された3名はあるメンバーに関するクイズに挑戦する。不正解の場合は、飲み物や食べ物のうち1つを選ぶ。1つは美味しいが、その他は辛かったり、苦かったり、酸っぱい。この企画は、「Edge of Days」のリリースを記念して、特別編として無料配信をしたものである。
キスマイ監き〜ん
監禁されたキスマイメンバーが過酷なミッションをクリアしないと出れない。時間は無制限。
第71話では「デスソースを飲み干す」という回に「僕が頑張っていたところが全然映ってなかった」と文句を言っていた千賀による、徹底解説つきで同回を再検証する『「監き～ん！」～デスソース回の真実～』が行われた。
キスどきマッチング
とある部屋に集められたメンバーが、机の上にフリップとペンがあり、テレビに映し出される問題で7人の中からパートナーを選ぶ。うち2人が互いを指名していたらその2人はマッチング成立となり、写真を撮ってから別室へ行く。3組のペアが成立した時点で残ってしまった1人は罰ゲームでビリビリショックされ、最後に残ってしまった理由を分析する。一つのお題で3組のペアが成立したら豪華旅行が贈られる（残ってしまった1人は行けない）。
この企画は、「Edge of Days」を全3形態を予約して買ってくれた先着予約特典映像シリアル動画として＜キスどきマッチング 限定版＞と題して収録した。
2020年7月10日に配信された第74話では、『もう１つのキスどきマッチング～二階堂高嗣の思考～』と題し、犯罪心理学者の出口保行氏、印象行動学者の重太みゆき氏、骨格筋評論家の岡田隆氏が、最後まで残ってしまう事が多い二階堂の「キスどきマッチング」での行動を分析した。
また、「キスどきマッチング　軽トラWARS」と題し、メンバーが軽トラを運転しながら「キスどきマッチング」を行う企画もある。基本的なルールは通常の「キスどきマッチング」と同じ。マッチングが成立した2人は、車で一緒にカップル専用駐車場に軽トラック移動させ、企画の様子をモリタニングする。さらに、企画中の会話は、軽トラの拡声器を用いて行われた。最後に残った1台には車内で風船爆破の罰ゲームが下される。
キスどき慰安旅行〜7人だけの自由すぎる旅〜
視聴者アンケートにて希望の声が最も大きかったという「旅企画」を実現。配信1周年を記念して行った慰安旅行。最終目的地の群馬・伊香保温泉を目指し、それぞれメンバーのやりたいことを実現するというテーマのもと、キャンピングカーの運転から、お店の予約、撮影交渉まで、キスマイのメンバーが全ての旅のプランを決めて行われる。運転手は二階堂、藤ヶ谷、宮田、玉森、千賀の5人。移動中はキスマイイントロクイズやしりとりなどをした。メンバーの希望は、群馬県の郷土料理のうどん（横尾の希望）、手作り雑貨店（千賀の希望）、プリクラ撮影（玉森の希望、本当はラフティングだが、雨のためプリクラに変更）、群馬名物のまんじゅう（宮田の希望）、時計屋（宮田が横尾に鳩時計を買った）、温泉旅館で宴会（二階堂、千賀の希望）、写真を撮る（藤ヶ谷の希望）、キャンピングカーに乗る（北山の希望）、群馬に行く（宮田の希望）。キスマイの自由すぎる素顔が見られるとファンにも好評を博し、番組配信史上ナンバー1視聴数を獲得し、地上波特別版『キスマイどきどきーん！出張編』としてディレクターズカット版を放送した。
顔ラップバトル
藤ヶ谷が仕切るコーナー。この顔ラップは、22世紀の新・罰ゲーム審議会で 藤ヶ谷が挑戦しその時に「全員分やるよ」と言い、再検討SPでは北山と横尾が挑戦しているため、他のメンバーの顔ラップをするという企画。この顔ラップを藤ヶ谷が判定し、順位を決める。
ベストコンビ決定戦
キスマイメンバ－から2人組を決め、ペアで色々なお題に挑戦して、キスマイNo.1の最強コンビいわゆるベストコンビを決める企画。勝負のカギは2人を繋ぐ手錠。キスマイのコンビ愛が試される企画である。
横尾渉の変身！噛ミングスーン！
滑舌の悪い横尾が早口に挑戦する企画。失敗した場合の罰ゲームはコスプレ。
YES NO 案内所
キスマイの英語力が試される企画。外国人からの突然の質問にイエスかノーで答える。
今夜はカッコつけナイト
キスマイメンバーたちがとにかくカッコつけながらゲームにチャレンジする。リズムに合わせてダンスをし終わったら、一人ずつカッコよくキメながらゲームに挑戦する。ゲームに負けたら罰ゲーム。
北山リフティング倶楽部
サッカーが得意である北山が挑戦。サッカー未経験の謎のおじさん・山崎さんとリフティングして、5回連続で受け渡しが出来たらチャレンジクリアとなる。チャレンジクリアとなれば、北山が欲しがっていた都内共通入浴券がプレゼントされるが、失敗すれば北山にだけお仕置きが待ち受けている。
キスどきアベレージ
Kis-My-Ft2に関係した正解が存在しない金額に関する問題をメンバーに出題し、回答が7人の中で真ん中だった人が勝利というゲーム。リモート飲み会などで噂になっているゲームが「キスマイどきどきーん！」らしくアレンジされている。メンバー7人の中で真ん中（4番目）の数字を回答した人が、キスマイの中で最もバランスが取れている「ミスターアベレージ」と称される。お題は視聴者から募集。この企画は、「キスマイどきどきーん！生特番」で初お披露目された。
SUPER MIYATA5
スタッフからも心配されるほど、最近存在感を出せていなかった宮田が、その状況を打開すべく、これまでのキスマイどきどき～んから選んだ自分の格好いいと思うシーンをランキングにして発表。宮田の宮田による宮田のための企画の偏った編集に、一緒に見ていた北山、二階堂は困惑するばかりだった。
キスマイラジオ体操
キスマイオリジナルのラジオ体操を作るコーナー。ラジオ体操のおなじみのメロディーに合わせ、お題が出され、メンバーのうち一人が体操指導者としてそのお題に合わせて即興で体操を披露。他のメンバーはその体操を真似する。
キスナップサーチ
リモート飲み会等で人気のソフト「スナップカメラ」を使い、顔と声を加工し、片方のチームがミッションにチャレンジ。もう片方のチームはどのキャラクターが誰なのかを予想し、より早いターンで3名全員を当てたチームが勝利というルール。くじ引きをし、2チームで分ける。
二階堂高嗣の10問ドリル
キスマイでも“おバカキャラ”として一目置かれている二階堂の学力を向上させるために、抜き打ちテストを行なう企画。10問中8問正解できればチャレンジ成功、3問不正解になったらチャレンジ失敗。
隣でレトロ
玉森の極度の人見知りという弱点を、玉森の趣味であるゲームを活かして克服しようという玉森交友保進企画。男性とゲーム勝負を行い、ゲームに勝利しないと対戦相手の名前を知ることができないというルール。
北山宏光と川で遊ぼう
この企画は、北山宏光の誕生日の前日である9月16日に行われた。2020年夏、多忙を極めた北山を労いと誕生祝いを兼ねて、千賀と横尾の2人がおもてなしするというもの。川が大好きな北山と利根川でアクティビティをして過ごす。
二階堂高嗣 コントやってやります
二階堂が本当にやりたい事を叶える企画。二階堂がいろんなお笑い芸人に質問し、コントをするというもの。コントには、北山も出演している。
舞祭組だけで冬キャンプ
キャンプ好きな二階堂たっての希望で決まった。買い物、アウトドア料理、そして焚き火の前で本音をぶつけ合うャンプ企画。
No reaction食堂〜リアクションをしてはいけない〜
とある食堂で、料理が提供されてからはたとえどんなことが起きてもノーリアクションでいなければいけないという企画。大きなリアクションをしてしまったメンバーは罰ゲームがある。

## 特別版
1話から4話
本番組は、通常約30分のところ、配信開始から1か月分にあたる1話から4話までは、約40分の拡大スペシャル版として配信。
キスどきマッチング 限定版
この企画は、「Edge of Days」を全3形態を予約して買ってくれた先着予約特典映像シリアル動画として＜キスどきマッチング 限定版＞と題して収録した。「キスどきマッチング」が初お披露目された。
【無料】キスマイどきどきーん！特別編
この企画は、「Edge of Days」のリリースを記念して、特別編として無料配信をした。新曲MV撮影現場に人気コーナー「いきなりクイズ！」が突撃し、キスマイ知識No.1の座を懸けて対決する。また、前編、中編、後編に分かれている。
キスマイどきどきーん！出張編
2019年度dTVオリジナル番組視聴ランキング第1位を獲得したことを記念して地上波放送が決定。今回地上波でオンエアされるのは、1月3日（金）より5週にわたって配信された特別企画「キスどき慰安旅行」のディレクターズカット版。群馬を訪れたキスマイメンバーが名物のうどんを楽しむ姿や、旅の思い出作りにお土産屋へ立ち寄る様子を楽しむことができる。3月30日（月）には、「キスどき慰安旅行」のディレクターズカット版と「いきなりクイズ」を放送した。3月23日（月）よりテレビ東京ほか全8局でオンエアされた。
キスマイどきどきーん！生特番
この企画は新型コロナウイルス感染症拡大の影響で外出自粛を余儀なくされている視聴者を少しでも元気づけたいというメンバーの思いから発案されたもの。1人でも多くの人が視聴できるよう、dTVの会員登録やログインは不要で、全編無料で配信される。Kis-My-Ft2が生配信の番組に出演するのは今回が初。昨今の状況を受け、収録は3密を避けるため、スタジオに3人、リモート出演4人とソーシャルディスタンスに配慮した形式で実施した。特番では2つの特別企画「メモレンジャーアワード」「キスどきアベレージ」を実施する。「メモレンジャーアワード」では番組の定番コーナー「キスマイ戦隊メモレンジャー」の名場面から、視聴者投票により“記憶に残る悪役部門”、“罰ゲームのリアクション部門”の2部門でのナンバーワンを決定。投票は生配信中に番組の公式Twitterアカウントで行われ、番組内で結果を発表し、5分で4万票を超える票が投じられた。新企画「キスどきアベレージ」も行われた。さらに番組のラストには、7人から視聴者へ歌のプレゼントも。メンバーたちが「こんなときだからこそ聴いてほしい」と選んだ楽曲「Positive Man」のミュージック・ビデオが初公開された。この映像は26thシングル「ENDLESS SUMMER」初回盤B特典DVDに収録された。5月31日（日）18:30から配信開始で、サイバーへのアクセス集中を避けるため、19時までは過去に配信した映像を配信する。19:00～19:45まで。生配信の配信に伴い、5月29日（金）のレギュラー配信は休止し、第69話については6月5日（金）正午に配信する。キスマイが生配信番組初登場とあり、配信開始前の午後6時45分頃から配信終了まで、ハッシュタグ「＃キスどき生特番」がSNSを賑わせ、ツイッターの世界および国内のトレンドで1位を記録する大反響を呼んだ。またこの配信は、6月7日正午からdTVでアーカイブ配信されることが決定し、生配信同様に無料での配信となり、dTVの会員登録やログインも不要で視聴できる。
BE LOVE
キスどきドラマ企画第1弾として配信された玉森と宮田のオリジナルドラマ。脚本は玉森、監修を宮田が務める。原案は、2人のユニット曲の2015年にリリースされた4枚目のアルバム『KIS-MY-WORLD』に収録された「BE LOVE」、2018年にリリースされた21枚目のシングル『LOVE』に収録された「星に願いを」、2020年にリリースされた9枚目のアルバム『To-y2』に収録された「運命」。10月16日から11月6日まで全4話配信された。また本編配信に先駆けて、10月15日22:00にdTVでドラマのプレミア配信が行われた。10月9日にdTVのYoutube上にて予告編が公開され、同時に公式サイトを開設した。また、ドラマのInstagramの“公式裏アカウント”が開設された。ドラマの配信で10月16日から11月6日まではキスどきの配信は休止し、11月13日から第88話が配信された。
快感インストール
キスどきドラマ企画第2弾として配信された二階堂と北山のオリジナルドラマ。原案は北山が手がけ、主演を二階堂が務める。監督と脚本は劇団山田ジャパンの山田能龍が担当した。ドラマのテーマ曲は2013年にリリースされた9枚目のシングル『SNOW DOMEの約束/Luv Sick』に収録された「モテたいぜ トゥナイト」。12月4日から25日まで全4話配信された。また本編配信に先駆けて、12月3日22:00にdTVでドラマの1話無料先行配信が行われた。11月27日にdTVのYoutube上にて予告編が公開され、同時に公式サイトを開設した。ドラマの配信で12月4日から25日まではキスどきの配信は休止し、2021年1月1日から第91話が配信された。
今夜決定！キスどきMVPは誰だ!? 生投票スペシャル
5:月8日に行われた、2本立て生配信特別番組の第1部。この番組は、これまで配信された番組のメンバー別の名場面を流し、その中からTwitter内で投票し、最も番組内のMVPを決める企画が行われた。また、同番組内にて様々な発表があった。1つ目は、千賀、横尾、藤ヶ谷が出演するオリジナルドラマ『ConneXion』が6月25日（金）からdTVにて独占配信されること。2つ目は、2021年8月にKis-My-Ft2のデビュー10周年を記念した特別番組が配信されること。3つ目は、キスどきの特番が決定したこと。4つ目は、『キスマイどきどきーん！』がこの日をもって、レギュラー配信を終了すること。また、この日にdTVで配信された生配信特番は、5月17日（月）正午からアーカイブ配信が行われた。
【Kis-My-Ft2 LIVE TOUR 2021 HOME】を10倍楽しむ特番
5月8日に行われた、2本立て生配信特別番組の第2部。5月7日にYoutube上で投稿されたメンバーのソロ曲MVをメンバーと一緒に見る企画が行われた。また、この日にdTVで配信された生配信特番は、5月17日（月）正午からアーカイブ配信が行われた。
ConneXion
キスどきドラマ企画第3弾として配信された藤ヶ谷と千賀と横尾のオリジナルドラマ。原案は、3人のユニット曲の2018年にリリースされた21枚目のシングル『LOVE』に収録された「ConneXion」。6月25日には同ドラマのメイキングが配信され、7月2日から8月6日まで全6回配信された。また本編配信に先駆けて、7月1日22:00にdTVでドラマのプレミア配信が行われた。8月6日には、同ドラマの最終回を記念して、22:00にdTVで3人が生出演する生特番が配信された。6月22日にdTVのYoutube上にて予告編が公開され、同時に公式サイトを開設した。
キスマイどきどきーん！presents｢しゃべくるキス夜｣
キスどき冬特番として配信された。内容は、都心の真ん中に佇む高級旅館の一室でキスマイ7人だけでリラックスしながら語り合りあい、それぞれが他のメンバーと語りたいテーマが書かれたカードを順番に出していき、トークを展開していく。番組の後半では、キスマイにゆかりのある豪華スペシャルゲストが毎話登場してくる。

## テーマソング
※全てKis-My-Ft2の楽曲である。
- 「冒険者へ」（2019年2月〜4月）
- 「Yeah E Yeah!!!!!!!」（2019年4月〜11月）
- 「小悪魔Lip」（2019年11月〜2020年3月）
- 「To Yours」（2020年3月〜9月）
- 「Catapult」（2020年9月〜2021年2月）
- 「NAKED」（2021年2月〜4月）

## エンディング
- Kis-My-Ft2「OPaPiPo」

## 放送リスト

### 地上波特別番組
- キスマイどきどきーん！出張編 第1話（2020年3月23日 2:05 - 2:35）同時放送1局・時差放送7局
- キスマイどきどきーん！出張編 第2話（2020年3月30日 2:05 - 2:35）同時放送1局・時差放送0局

## スタッフ
- 構成:竹村武司、大井洋一、はしもとこうじ、藤原ちぼり、戸田倫彰
- ナレーター：山田ルイ53世、沢城みゆき、DJナイク
- CAM:磯前裕之
- VE:松吉英明
- 音声:澤田　一
- 美術プロデュース:森 健彦
- アートコーディネーター:桃田 学
- スタイリスト:柴田 圭
- ヘアメイク:舟澤由梨子
- 編集:後藤勝利
- サイト編集:中島聖乃、追出町蘭
- MA:岡部卓史
- 音響効果:野呂颯子
- CG/OPタイトル:上田大樹
- イラスト:河野雅樹
- 宣伝:米澤老造、新井千恵、野沢麻美
- 技術協力:IMAGICA Lab.、共同テレビジョン、Zeta
- AD:伯谷美友、野崎由佳、田久保瞳
- AP:肥沼緑子
- ディレクター:日向良夫、佐々木未来
- 演出:井ノ上龍登
- プロヂューサー:鈴木健太郎、永橋奈美、内海 昇、山口英徳
- 企画・プロヂュース:上田徳造、沼 橋志
- 制作協力: EARTH SEA SKY、いじまんCR
- 制作: イースト・ファクトリー
- 制作著作: エイベックス通信放送、ジャニーズ事務所